# Spahići (Bihać)
Spahići es un pueblo ubicado en el municipio de Bihać, en el cantón de Una-Sana, Bosnia y Herzegovina.

## Superficie
Posee una superficie de 8,83 kilómetros cuadrados.

## Demografía
Hasta 2013 la población era de 450 habitantes, con una densidad de población de 51,0 habitantes por kilómetro cuadrado.